# Trypetisoma macalpinei
Trypetisoma macalpinei är en tvåvingeart som beskrevs av Kim 1994. Trypetisoma macalpinei ingår i släktet Trypetisoma och familjen lövflugor. Inga underarter finns listade i Catalogue of Life.